# Bruno Cipolla
Bruno Cipolla   (Cuneo, 24 de desembre de 1952) és un remer italià, ja retirat, que va competir durant les dècades de 1960 i 1970.
El 1968 va prendre part en els Jocs Olímpics d'Estiu de Ciutat de Mèxic, on guanyà la medalla d'or en la prova del dos amb timoner del programa de rem. Formà equip amb Primo Baran i Renzo Sambo. En el seu palmarès també destaca una medalla d'or al Campionat d'Europa de rem de 1967.